# Édouard Fritch
Édouard Fritch (ur. 4 stycznia 1952 w Papeete, Tahiti) – polityk Polinezji Francuskiej. Prezydent (szef rządu) od 12 września 2014. Zięć Gastona Flosse, pierwszego prezydenta.
W latach 2004–2006, 2008–2009, 2009–2011 był wiceprezydentem Polinezji Francuskiej. W latach 2007–2008, 2009, 2013–2014 był przewodniczącym Zgromadzenia Polinezji Francuskiej (parlamentu).